# 岩屋毅
岩屋毅（日语：／ Iwaya Takeshi，1957年8月24日—），日本政治家，自由民主黨黨員。出身於大分縣別府市。現任外務大臣，歷任防衛大臣、外務副大臣、防衛廳長官政務官、大分縣議會議員（1期）等職務。眾議院議員（共當選8屆）。在自民黨內屬於為公會（麻生派），2024年1月退会。

## 經歷
曾擔任鳩山邦夫的議員秘書。1987年參選大分縣議會議員順利當選。
1990年大選以無所屬身份參選，在舊大分縣第2區以第三位當選，當選後加入自民黨，所屬派閥是宏池會（宮澤派）。
1993年受武村正義影響離開自民黨，參加剛成立的先驅新黨。但是同年舉行的大選岩屋落選。之後，岩屋離開先驅新黨。
1996年大選受新進黨公認參選，再次落敗。
2000年大選重返自民黨，受自民黨公認在大分縣第3區參選，時隔7年終於當選重返國會。與好友石破茂一同擔任防衛廳副長官。
2006年第一次安倍內閣成立後，在外務大臣麻生太郎手下擔任外務副大臣。
2010年在自民黨影子內閣中擔任防衛大臣。2018年10月就任第四次安倍改造內閣的防衛大臣。
2024年10月就任第一屆石破內閣的外務大臣。

## 交友
岩屋與Softbank創始人孫正義從高中時便認識，並且一直是好友。
此外，岩屋与岸田文雄在早稻田大学就读时就是朋友。岸田复读两年后考上早稻田，而岩屋则是延毕两年。从政后，两人在自民党本部或者国会碰见还会停下来站着闲谈。

## 外部連結
- 官方網站 （页面存档备份，存于）
- 官方博客 （页面存档备份，存于）
- 岩屋毅的X（前Twitter）

| 議會席位                  | 議會席位                                | 議會席位                  |
| ------------------------- | --------------------------------------- | ------------------------- |
| 前任： 佐藤茂樹           | 眾議院文部科學委員長 2008年—2009年      | 繼任： 田中真紀子         |
| 官衔                      |                                         |                           |
| 前任： 鹽崎恭久、金田勝年 | 外務副大臣 2006年—2007年 與淺野勝人共同 | 繼任： 小野寺五典、木村仁 |